# 合答安·答勒都儿罕
合答安·答勒都儿罕，蒙古帝国将领，成吉思汗麾下千户，塔儿忽惕部人。
在1189年铁木真（成吉思汗）第一次称汗之前，合答安·答勒都儿罕等兄弟五人就已脱离札木合归附铁木真。他和汪古儿、雪亦客秃·扯儿必三人对铁木真说：“我们不让早晨的饮食缺少，不让晚上的饮食迟误。”于是让他们当了护卫队中的司膳（保兀儿臣、博尔赤、宝儿赤）。1203年春，合蘭真沙陀之戰后，他从王汗处抛弃自己的妻子、儿女逃回来，追随铁木真。他告知铁木真关于王汗等人所说的话：“王汗在他儿子桑昆的红脸腮中箭落马时，返回落马处时说：‘招惹那不该招惹的人，与那不该拼斗的人拼斗，可惜啊，我的儿子的脸腮钉了钉子！为夺还我儿子的命，向前冲吧！’但在阿赤黑·失仑的劝说下，王汗说：‘好吧！那就别让儿子劳累难受，好好照顾他吧！’说完，他们就从战地上回去了。”蒙古建国后，受封为功臣千户长，排名第63位。窝阔台即位后，命众宿卫（客卜帖兀勒）一千名由合答安掌管。分坐在宫帐左右边值勤的宿卫分为四班。合答安、不剌·合答儿两人掌管的一班、阿马勒、察纳儿两人掌管的一班，在宫帐的左边扎营入值。合歹、豁里合察儿两人掌管的一班，牙勒巴黑、合剌兀答儿两人掌管的一班，在宫帐的右边扎营入值。四班宿卫均由合答安掌管。